# ۳۹ (عدد)

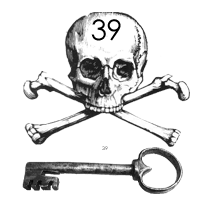
لوگوی رسمی گروه ضربت 39 سرنخ.

۳۹ به حروف سی و نه یک عدد طبیعی است که بعد از ۳۸ و قبل از ۴۰ قرار دارد.

## در افغانستان
در افغانستان بسیاری عدد ۳۹ را «عدد نحس» و «عدد بی‌ناموسی» می‌دانند و از شماره‌هایی که در ترکیب آن عدد ۳۹ به‌کار رفته باشد، اجتناب می‌کنند.